# David Weir (Fußballspieler, 1863)
David „Davie“ Weir (* 29. August 1863 in Aldershot, England; † 1. Dezember 1933 in Bolton, England) war ein englischer Fußballspieler und -trainer.

## Spielerkarriere
Als Spieler war Weir zu Beginn seiner Karriere für Hampton, Maybole FC, Glasgow Thistle und Hallwell aktiv. Danach spielte er 1888 in der neugegründeten Football League bei den Bolton Wanderers, sein erstes Tor erzielte er am 22. September 1888 gegen den Preston North End, die zu dieser Zeit als die Unbesiegbaren bekannt waren.
Weir war spielte verschiedene Positionen, während seiner ersten Saison bei den Wanderers war er für seine Qualitäten als Mittelläufer bekannt und schoss für den Verein 21 Tore in zwei Spielzeiten. In einem FA-Cup-Spiel gegen Sheffield United am 1. Februar 1890 erzielte er vier Tore.
Im Mai 1890 wechselte er zu Ardwick AFC, dem Vorgänger von Manchester City, dieser Transfer wurde als ungewöhnlichen Schritt angesehen, da Ardwick zu dieser Zeit kein Football-League-Klub war und erst ab 1891 der Football Alliance beitrat. Bei Ardwick agierte der Engländer in erster Linie als Stürmer. Dort gelang ihm am 4. Oktober 1890 im Stile eines Hattricks das erste FA-Cup-Tor in der Vereinsgeschichte.
Im Jahr 1892 trat der Ardwick AFC der Football League als Gründungsmitglieder der Second Division bei. Weir war dabei Torschützenkönig in der ersten Liga-Saison des Vereins und erzielte acht Tore in 14 Spielen. Im Januar 1893 kehrte er wieder zu den Bolton Wanderers, wo er weitere 45 Spiele in drei Saisons absolvierte.

## Nationalmannschaftskarriere
Seine Leistungen beiden Bolton Wanderers führte zu internationaler Anerkennung, so gab er sein Debüt für die englische Nationalmannschaft am 2. März 1889 beim 6:1-Sieg gegen Irland. Sein zweites und damit letztes Länderspiel absolvierte Weir einen Monat später gegen Schottland. Einige Beobachter rechneten ihm das zweite Tor für die Engländer an, jedoch wurde offiziell Billy Bassett als Torschütze gewertet.

## Trainerlaufbahn
Seine Trainerlaufbahn begann er 1909 bei Glossop North End, drei Jahre später verließ er sein Heimatland und übernahm in Deutschland am 28. April 1911 das Traineramt der Stuttgarter Kickers. Jedoch war sein Engagement nicht von langer Dauer und bereits im Oktober des gleichen Jahres trennten sich die Wege wieder.